# Söhnlein Rheingold Sektkellerei

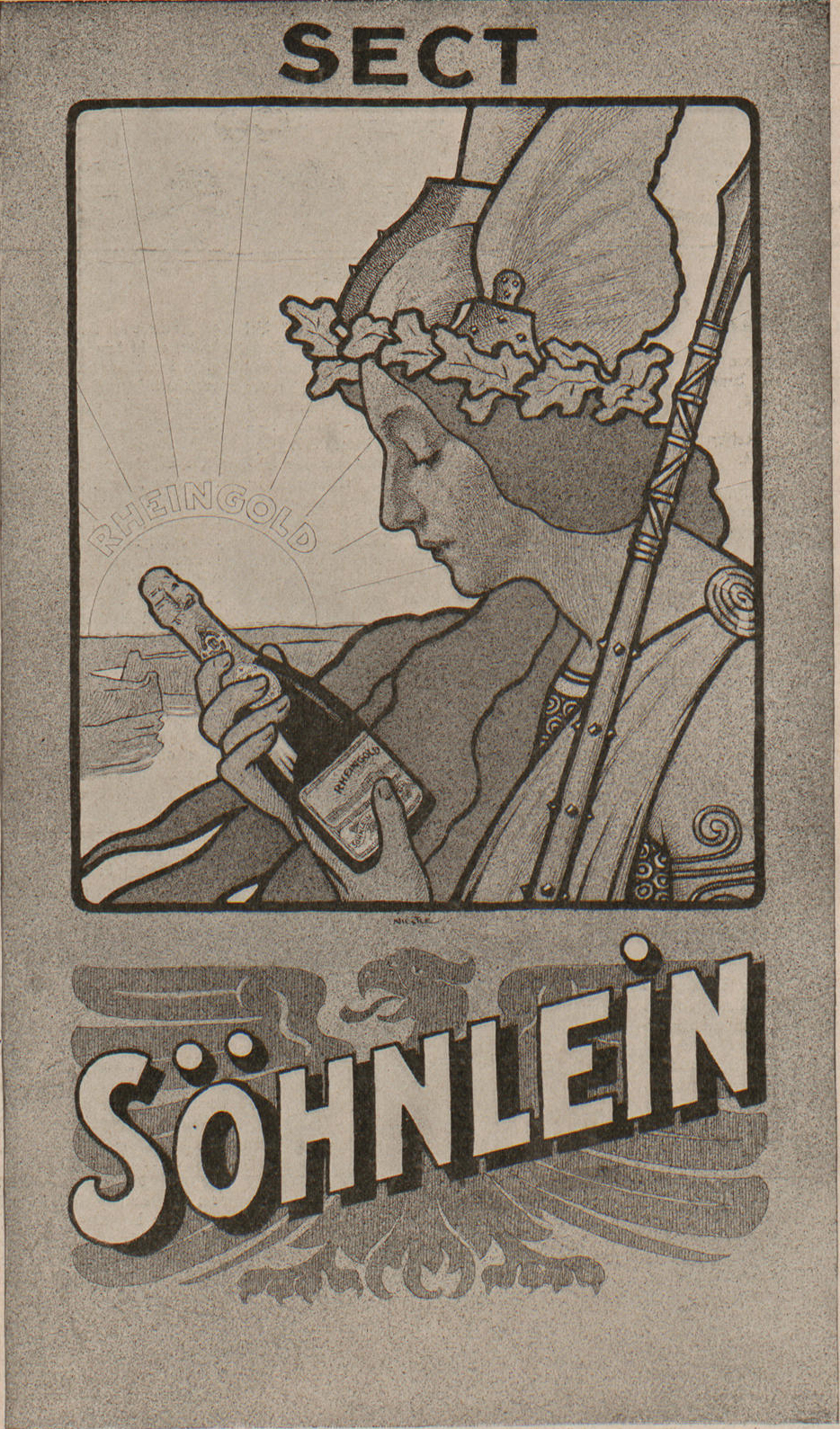
Eine Anzeige in der Zeitschrift Jugend von 1901 für Söhnlein's "Rheingold" Sekt

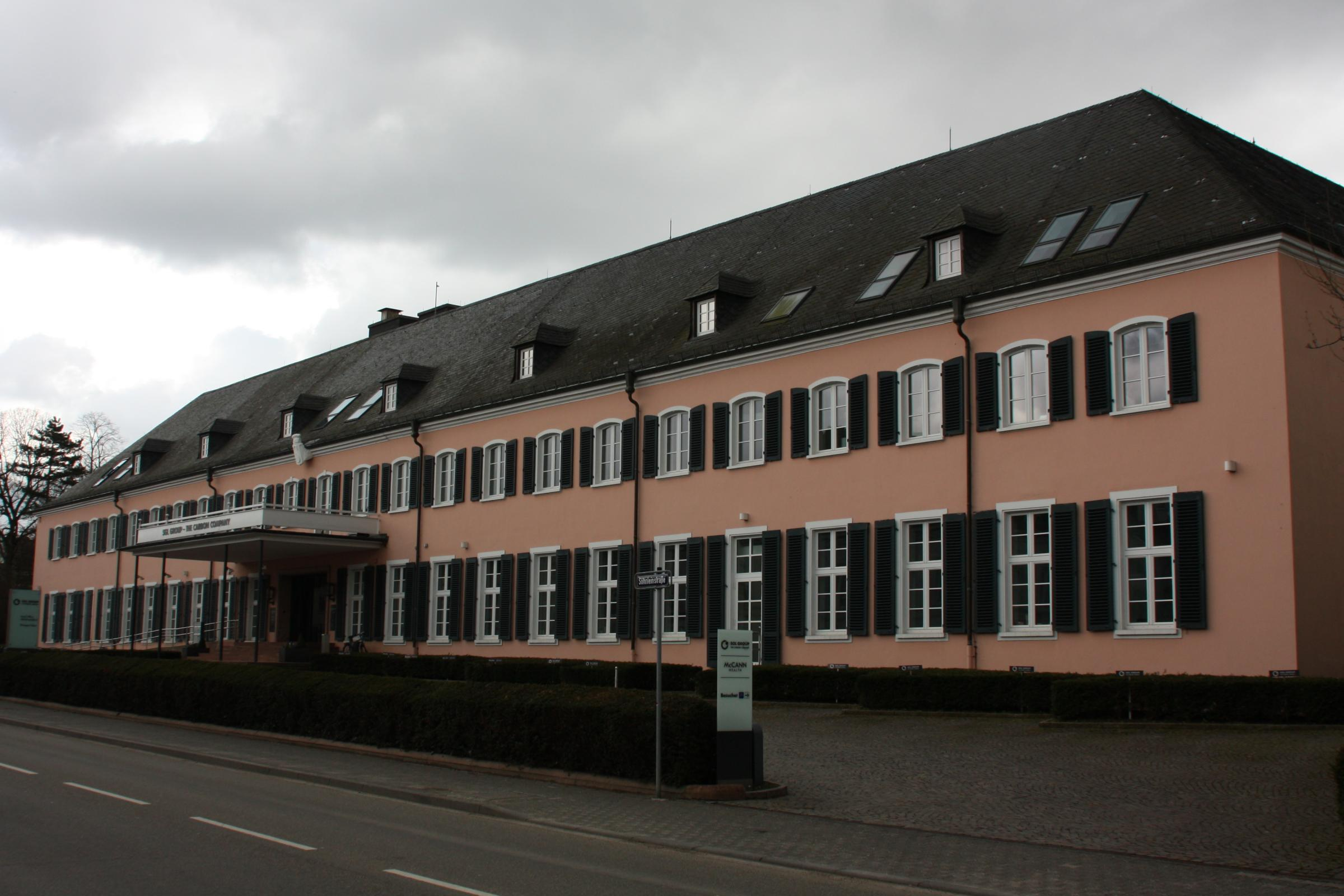
Ehemalige Kelterei in Schierstein, heute Sitz von SGL Carbon

Die Söhnlein Rheingold Sektkellerei GmbH ist eine deutsche Sektkellerei mit Sitz in Wiesbaden. Seit 1987 ist sie Teil der Henkell & Co. Sektkellerei. Heute ist der Name Söhnlein vor allem mit der Marke Söhnlein Brillant verbunden.

## Geschichte
Im Juli 1864 gründete Johann Jacob Söhnlein in Schierstein mit sechs Mitarbeitern die Rheingauer Schaumweinfabrik. Da ein guter Sekt über einen guten Grundwein verfügen muss, wurde 1877 ein über 10 Jahre laufender Vertrag mit Fürst von Metternich (Domäne Schloss Johannisberg) geschlossen. Fortan durfte Söhnlein den Namen Johannisberg verwenden.
Aus Bewunderung für Richard Wagner und dessen Ring des Nibelungen verwendete Söhnlein zuvor schon die Bezeichnung Rheingold. Am 28. März 1876 wurde Rheingold als erste deutsche Sektmarke in das deutsche Markenregister eingetragen. Auf der Weltausstellung im selben Jahr in Philadelphia erhielt Rheingold schließlich die Große Medaille.
Außerdem erhielt Söhnlein gemäß einer Verfügung Kaiser Wilhelm I. das Privileg, dass kaiserliche Kriegsschiffe nur mit Söhnlein-Sekt getauft wurden. In diesem Zusammenhang kam es 1902 bei einer Schiffstaufe in New York zum sogenannten Champagnerkrieg.

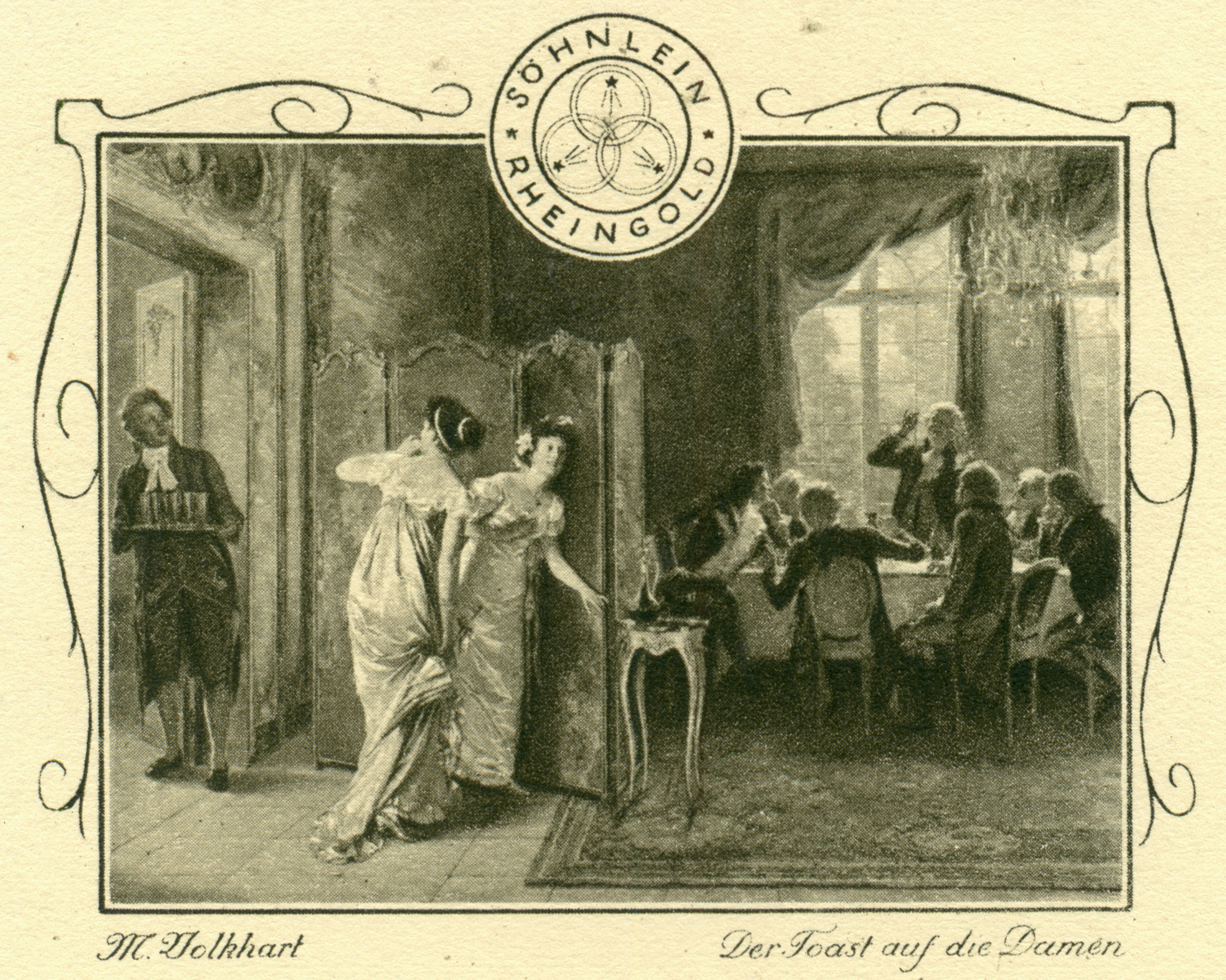
1926: Reklamekarte, Söhnlein Rheingold

In den neunziger Jahren des 19. Jahrhunderts wurde in Schierstein eine neue Kellerei gebaut. Mit diesem Firmensitz nannte man die Firma von nun an „Söhnlein & Co, Rheingauer Schaumweinkellerei Act. Ges.“. 1907 änderte man erneut den Namen und nahm Rheingold in die Firmenbezeichnung auf: „Rheingold, Söhnlein & Co“. 1912 übernahm Friedrich Wilhelm nach dem Tod seines Vaters die Nachfolge und wurde alleiniger Inhaber des Unternehmens. 1922 wurde der Firmenname erneut geändert, diesmal in „Söhnlein Rheingold AG“.
1933 übernahm die Söhnlein Rheingold AG die Sektkellerei Schloss Reinberg GmbH.
In den 1950er und 1960er Jahren öffneten sich breitere Gesellschaftsschichten dem Sektkonsum. Zum Söhnlein-Programm dieser Zeit gehörten Rheingold, Fürst von Metternich, und Schloß Rheinberg. 1958 übernahm Rudolf August Oetker die Söhnlein Rheingold AG. 1960 stieg die Söhnlein Rheingold AG mit der Übernahme der Wodka Gorbatschow KG in das Wodka-Geschäft ein.
Neu hinzu kam die Marke Söhnlein Brillant im Jahr 1964.
1987 fusionierte die Söhnlein Rheingold AG mit dem langjährigen Konkurrenten Henkell & Co. zur Henkell & Söhnlein Sektkellereien KG, die seit 2009 unter Henkell & Co. Sektkellerei KG firmiert. Der Firmensitz befindet sich im Henkell-Stammhaus in Wiesbaden-Biebrich.
Das Sortiment der Marke Söhnlein umfasst mittlerweile 11 Varianten an Sekt, alkoholfreiem Sekt und weinhaltigen aromatisierten Cocktails. 